# Sabir
Sabir neboli středomořská lingua franca je pidžin, který se používal v oblastech okolo Středozemního moře od 11. století až do 19. století.
Jedná se o italštinu, smíšenou s ostatními románskými jazyky, řečtinou a arabštinou.
Výraz „franca“ pocházel z toho, že Arabové označovali ve středověku všechny Evropany jako Franky.

## Ukázka sabiru
Ukázka sabiru v Molièrově komedii Měšťák šlechticem. Na začátku „Turecké ceremonie“ (4. dějství) přichází za ústřední postavou hry, panem Jourdainem, muftí (převlečený Kléont) s Turky a zpívá: 
| Sabir        | Lombardsky                | Italsky                     | Španělsky                 | Portugalsky                  | Česky                   | Latinsky                     | Anglicky           |
| ------------ | ------------------------- | --------------------------- | ------------------------- | ---------------------------- | ----------------------- | ---------------------------- | ------------------ |
| Se ti saber  | Se ti savè (Se te sè)     | Se tu sapere (Se sai)       | Si tú saber (Si sabes)    | Se tu saber (Se sabes)       | Pokud víš (rozumíš)     | Si tu sapere (Si sapis)      | If you know        |
| Ti responder | Ti respond (Respund)      | Tu rispondere (Rispondi)    | Tú responder (Responde)   | Tu responder (Responde)      | Odpověz                 | Tu respondere (Respondes)    | You answer         |
| Se non saber | Se non savè (Se te sè no) | Se non sapere (Se non sai)  | Si no saber (Si no sabes) | Se não saber (Se não sabes)  | Pokud nevíš (nerozumíš) | Si non sapere (Si non sapis) | If you do not know |
| Tazir, tazir | Taz, Taz (Tas, Tas)       | Tacere, tacere (Taci, taci) | Callar, callar (Cállate)  | Calar-se, calar-se (Cala-te) | Buď zticha              | Tacere, tacere (Tace, tace)  | Be silent          |